# Ōtataneko
 (avril 2024).
La mise en forme du texte ne suit pas les recommandations de Wikipédia : il faut le « wikifier ».
Les points d'amélioration suivants sont les cas les plus fréquents. Le détail des points à revoir est peut-être précisé sur la page de discussion.
- Les titres sont pré-formatés par le logiciel. Ils ne sont ni en capitales, ni en gras.
- Le texte ne doit pas être écrit en capitales (les noms de famille non plus), ni en gras, ni en italique, ni en « petit »…
- Le gras n'est utilisé que pour surligner le titre de l'article dans l'introduction, une seule fois.
- L'italique est rarement utilisé : mots en langue étrangère, titres d'œuvres, noms de bateaux, etc.
- Les citations ne sont pas en italique mais en corps de texte normal. Elles sont entourées par des guillemets français : « et ».
- Les listes à puces sont à éviter, des paragraphes rédigés étant largement préférés. Les tableaux sont à réserver à la présentation de données structurées (résultats, etc.).
- Les appels de note de bas de page (petits chiffres en exposant, introduits par l'outil «  Source ») sont à placer entre la fin de phrase et le point final[comme ça].
- Les liens internes (vers d'autres articles de Wikipédia) sont à choisir avec parcimonie. Créez des liens vers des articles approfondissant le sujet. Les termes génériques sans rapport avec le sujet sont à éviter, ainsi que les répétitions de liens vers un même terme.
- Les liens externes sont à placer uniquement dans une section « Liens externes », à la fin de l'article. Ces liens sont à choisir avec parcimonie suivant les règles définies. Si un lien sert de source à l'article, son insertion dans le texte est à faire par les notes de bas de page.
- La présentation des références doit suivre les conventions bibliographiques. Il est recommandé d'utiliser les modèles {{Ouvrage}}, {{Chapitre}}, {{Article}}, {{Lien web}} et/ou {{Bibliographie}}. Le mode d'édition visuel peut mettre en forme automatiquement les références.
- Insérer une infobox (cadre d'informations à droite) n'est pas obligatoire pour parachever la mise en page.

Pour une aide détaillée, merci de consulter Aide:Wikification.
Si vous pensez que ces points ont été résolus, vous pouvez retirer ce bandeau et améliorer la mise en forme d'un autre article.
Ōtataneko (太田田根子) était une figure mythologique japonaise. Il est l'ancêtre traditionnel du clan Miwa.

## Récit mythique

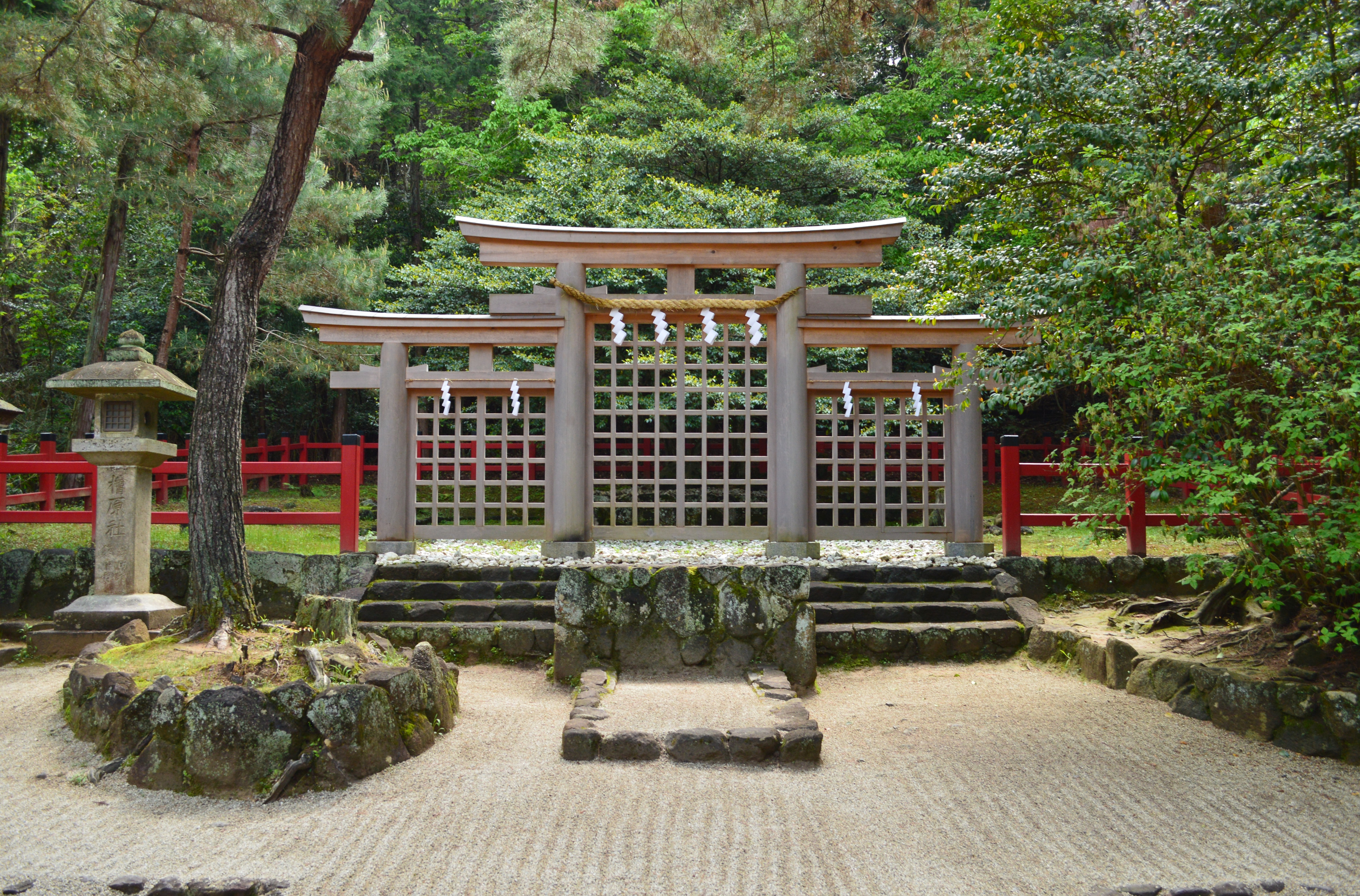
Hibara-jinja au pied du Mont Miwa à Sakurai, Nara. Le sanctuaire est identifié comme le lieu où le Yata-no-Kagami et le Kusanagi-no-Tsurugi ont été consacrés pour la première fois après avoir été retirés du palais impérial.

Amaterasu  et Yamato Okunitama, l'esprit tutélaire de Yamato, étaient à l'origine vénérés dans la grande salle du palais impérial.
Une épidémie s'était déclarée pendant la 5e année de règne de l'empereur Sujin, tuant la moitié de la population japonaise. L'année suivante, les paysans ont abandonné leurs champs et la rébellion est devenue endémique. Pour soulager la souffrance de son peuple, l'Empereur s'est tourné vers les dieux. À cette époque, la déesse du soleil Amaterasu et le dieu Yamato Okunitama (倭大国魂神) étaient tous deux vénérés à la Résidence Impériale. Sujin fut accablé de devoir cohabiter avec ces deux puissantes divinités et établit des sanctuaires séparés pour les abriter. Amaterasu fut déplacée au village de Kasanui (笠縫邑) dans la province de Yamato (Nara), où un autel Himorogi fut construit en pierre solide. Sujin confia la charge du nouveau sanctuaire à sa fille Toyosukiiri-hime, qui deviendrait la première Saiō, lui confiant le miroir et l'épée, qu'elle apporta au village de Kasanuhi. Yamato Okunitama fut confié à une autre fille nommée Nunaki-iri-hime, mais sa santé commença à décliner peu après. Il est enregistré que Nunaki-iri-hime devint émaciée après avoir perdu tous ses cheveux, ce qui la rendit incapable d'assumer ses fonctions. Ces événements n'avaient toujours pas allégé la peste qui balayait l'empire, donc Sujin décréta qu'une divination soit effectuée quelque temps pendant la 7e année de son règne. La divination impliquait qu'il fasse un voyage dans la plaine de Kami-asaji ou Kamu-asaji-ga-hara (神浅茅原), et invoquant les Yaoyorozu no Kami (en). Ce culte des divinités est vu comme étant potentiellement lié à la définition d'un ordre social plus complexe, et à l'organisation des divinités de nombreux clans à travers la région.
Yamatototohimomoso-hime (倭迹迹日百襲媛命) la tante de Sujin  (fille du 7e empereur, Kōrei) a agi comme un miko, et était possédée par un dieu qui s'identifiait comme étant Ōmononushi, , peut-être la même entité que Yamato Okunitama. Ichishi no Nagaochi dirigerait les rites Okunitama en remplacement de Nunaki-iri-hime. Ichishi no Nagaochi serait l'ancêtre du clan Yamato. Ce remplacement est considéré comme une évolution vers une religion plus patriarcale. Ce dieu revendiquait la peste, annonçant qu'elle ne s'arrêterait que lorsqu'il serait vénéré. Bien que l’Empereur ait apaisé le dieu, les effets ne furent pas immédiats. Sujin reçut plus tard des conseils sous la forme d'un rêve pour rechercher un homme nommé Ōtataneko (太田田根子)  afin qu'il fut prêtre en chef. Il l'a finalement retrouvé dans la province d'Izumo. Lorsqu’il a été installé, la peste a fini par s’atténuer, permettant à cinq récoltes de céréales de mûrir. Par prudence, l'Empereur nomma également Ikagashikoo (伊香色雄)  comme kami-no-mono-akatsu-hito (神班物者) , ou celui qui trie les offrandes aux dieux. À ce jour, le clan Miwa du clan Kamo prétendent être des descendants d'Ōtataneko, tandis que Ikagashikoo était un ancêtre revendiqué du clan Mononobe aujourd'hui disparu. Cela a été suggéré comme représentant une migration de population de Province d'Izumo.

## Voir également
- Ōmiwa-jinja
- Clan Miwa
- Hotsuma tsutae